# Metal Fabricators of Zambia
Metal Fabricators of Zambia (ZAMEFA) ist eine Aktiengesellschaft in Luanshya und wurde 1967 gegründet und vereint verschiedene Unternehmen der Kupferverarbeitung. Vor der Privatisierung 1996 arbeitete diese Holding der Industrial Development Corporation Limited (INDECO Ltd.) zu. 
Das Unternehmen produziert Kupferbarren, -kabel und -drähte. Sie ist der einzige Anbieter solcher Produkte in Sambia. Die Kupferbarren sind für den Export und die eigene Produktion bestimmt. Der Export von Kabeln und Drähten soll ausgebaut werden. 70 Prozent der Produktion gehen in den Export. In geringeren Mengen wird auch Aluminium verarbeitet. Exportmärkte sind Kenia, Mosambik, Tansania, Malawi, Botswana, Nigeria und einige asiatische Staaten.
82 Prozent der Aktien von ZAMEFA wurden von Phelps Dodge, einer großen US-amerikanischen Firma des Kupferbergbaus und der Herstellung von Kupferkabeln, und Bikana International Limited, einer sambischen Investmentfirma, erworben. 18 Prozent der Aktien verblieben bei Zambia Consolidated Copper Mines Investment Holdings und somit in Staatsbesitz. US-Dollar 7,5 Mio. wurden investiert, um schon 2006 die Produktion um die Verarbeitung von 40.000 t Kupfer zu erweitern. 
Das Unternehmen hat Probleme, sich auf dem lokalen Markt mit Kupfer zu versorgen. Konkola Copper Mines verlangt Preise der London Metal Exchange, die kleinere Mopani Copper Mines hingegen nur den lokalen Preis. Die einstigen staatlichen Firmen versuchen nach der Privatisierung sich gegenseitig auf der Tasche zu liegen.